# Johann Christoph Layritz
Johann Christoph Layritz (* Februar 1655 in Hof; † 30. Mai 1731 in Wunsiedel) war Rektor des Hofer Gymnasiums, Professor in Bayreuth und Superintendent in Wunsiedel.
Johann Christoph Layritz war ein Sohn von Johann Layritz, Verwalter in Marktleuthen und Anna Maria, Tochter des Egerer Exulanten Christoph Bauer, der während des Dreißigjährigen Krieges floh und in Hof als Bürger und Uhrmacher aufgenommen wurde. Er hatte einen Bruder namens Johann Georg. Aus seiner Ehe gingen sechs Kinder hervor, darunter gelangten Johann Christoph als Geheimer Rat (* 1686) und Johann Georg als Vormundschaftsrat († 1796) in Bayreuth zu regionaler Bedeutung. Paul Eugenius wurde Theologe und Lehrer in Neustadt an der Aisch und später Bischof der Herrnhuter Brüdergemeine.
Johann Christoph besuchte die Gymnasien in Hof und Bayreuth. Er studierte in Jena und Weimar. In Hof übernahm er 1681 das Amt des Konrektors und folgte schließlich 1686 Christoph Friedrich Pertsch als Rektor nach. 1689 wurde er als Professor nach Bayreuth berufen, er übernahm aber bereits 1690 das einträgliche Pfarramt in Selb. Johann Christoph Weiß folgte ihm als Hofer Rektor nach. 1704 wurde er Superintendent in Wunsiedel und bekleidete dieses Amt bis zu seinem Tod.

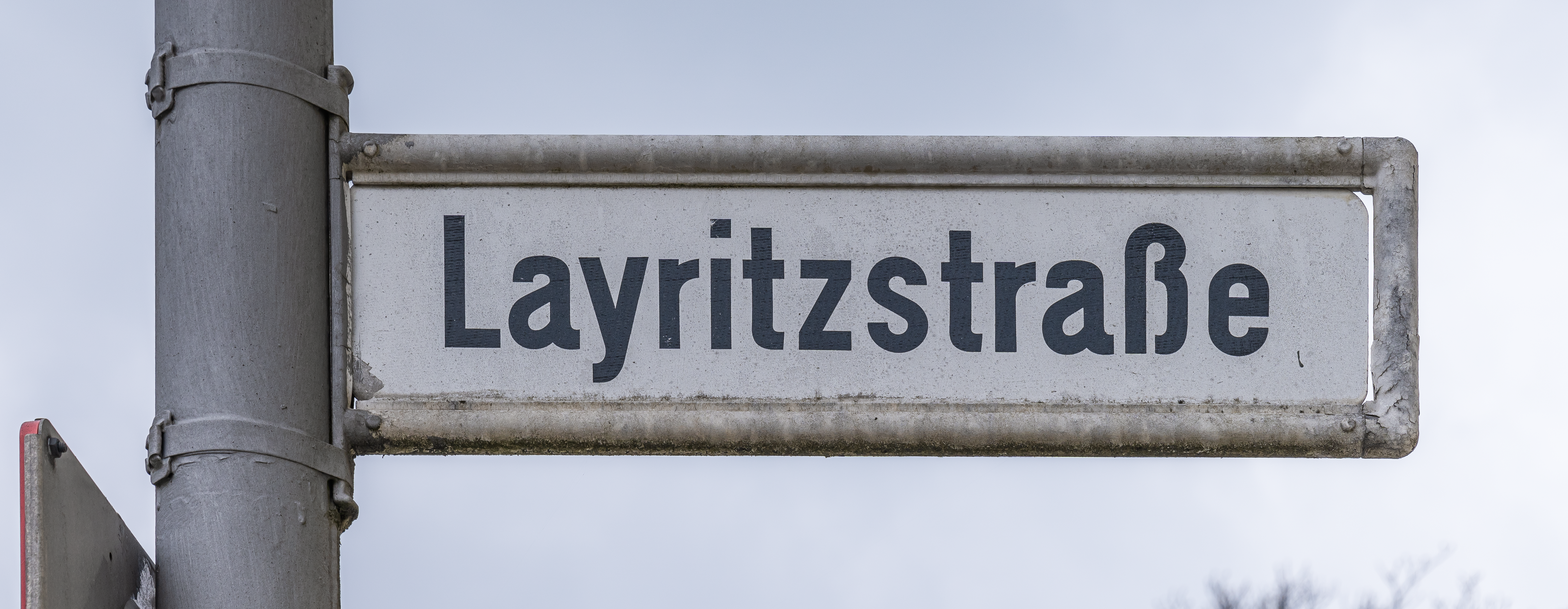
Straßennamensschildes der Layritzstraße

Der Historiker Friedrich Ebert würdigt das Werk von Layritz von über 52 Druckschriften. Bezüglich der Hofer Stadtgeschichte lehnt er sich eng an Enoch Widmann an, liefert aber für die Zeit um 1690 eigene Ausführungen, zu denen es keine Entsprechungen gibt. Layritz verwendete in seinen Lateinisch abgefassten Texten bewusst kunstvoll gestaltete Sätze mit gewählten Ausdrücken, denen Eberts Übersetzung Rechnung zu tragen versuchte. Die von Layritz entworfene Gliederung einer Stadtchronik, die er mit einzelnen Aufsätzen ausfüllte, wurde von seinem Nachfolger Johann Christoph Weiß weiter bearbeitet, blieb jedoch in der weiteren Ausgestaltung unvollendet. 
In Hof (Saale) ist die Layritzstraße nach ihm benannt worden.